# ライトフット (アニメ制作会社)
有限会社ライトフットは、アニメーションを主体とした映像作品の仕上げ・撮影作業の請負主な事業内容とする日本の企業。多くの作品の場合、「ライトフット」、「LIGHT FOOT」とクレジットされる。

## 概要
1981年にグループ・ジョイの仕上出身の三宅敏博が独立し、設立した仕上げスタジオである。
1999年にデジタル工程に移行し、従来の仕上げ部門の他、撮影（デジタルコンポジット）部門を開設した。
2020年現在はシンエイ動画やトムス・エンタテインメントの作品を中心に手掛けている。

## 主な参加作品

### テレビシリーズ
- それいけ!アンパンマン（仕上げ・撮影→デジタルペイント・デジタル撮影、1988年 - ）
- クレヨンしんちゃん（色指定・仕上、1992年 - ）
- ドラえもん（デジタルペイント・コンポジット撮影、2019年 - ）
- パパはグーフィー（1992年）
- ヤダモン（仕上、1992年 - 1993年）
- コボちゃん（仕上、1992年 - 1994年）
- リトル・マーメイド（1992年 - 1994年）
- Bonkers （1993年 - 1994年)
- アラジンの大冒険（1994年 - 1995年）
- 名探偵コナン（仕上、1996年 - ）
- 忍ペンまん丸（仕上、1997年 - 1998年）
- 銀河漂流バイファム13（仕上げ、1998年）
- 時空探偵ゲンシクン（仕上、1998年 - 1999年）
- セラフィムコール（仕上げ、1999年）
- グラビテーション（ペイント、2000年 - 2001年）
- 学園戦記ムリョウ（仕上げ、2001年）
- ジャングルはいつもハレのちグゥ（デジタルペイント・デジタル撮影、2001年）
- PROJECT ARMS（デジタル撮影、2001年 - 2002年）
- ヒカルの碁（デジタルペイント、2001年 - 2003年）
- あたしンち（仕上・撮影、2002年 - 2009年）
- TEXHNOLYZE（撮影、2003年）
- xxxHOLiC◆継（仕上、2008年）
- ゴルゴ13（仕上、2008年）
- ご姉弟物語（デジタルペイント・デジタル撮影、2009年 - 2010年）
- スティッチ! 〜ずっと最高のトモダチ〜（デジタルペイント・デジタル撮影、2010年 - 2011年）
- 侵略!?イカ娘（仕上、2011年）
- ラストエグザイル-銀翼のファム-（仕上・2DVFX、2011年）
- Fate/Zero（仕上、2011年 - 2012年）
- ジョジョの奇妙な冒険（撮影協力、2012年）
- 世界でいちばん強くなりたい!（各話制作協力、制作元請：アームス、2013年）
- LINE TOWN（撮影、2013年 - 2014年）
- キルラキル（2013年-2014年、撮影協力）
- ハイキュー!!（仕上げ、2014年）
- となりの関くん（仕上げ・撮影・3DCG、2014年）
- 東京ESP（色指定・検査、2014年）
- 真 ストレンジ・プラス（撮影協力、2014年）
- デュエル・マスターズ VS（特殊効果、2014年 - 2015年）
- 怪盗ジョーカー（デジタルペイント・デジタル撮影、2014年）
- デュエル・マスターズ VSR（撮影・特殊効果、2015年 - 2016年）
- 新あたしンち（仕上・撮影、2015年 - 2016年）
- デュエル・マスターズ VSRF（撮影、2016年 - 2017年）
- デュエル・マスターズ（2017年度版）（撮影、2017年）
- 魔法陣グルグル（デジタルペイント、2017年）
- デュエル・マスターズ!（撮影、2018年 - 2019年）
- デュエル・マスターズ!!（撮影、2019年 - 2020年）
- 恐竜少女ガウ子（撮影、2019年）
- デュエル・マスターズ キング（撮影、2020年 - 2021年）

### OVA
- 太陽の船 ソルビアンカ（仕上、1999年）
- 黒姫 -桎梏の館-（撮影協力、2002年）※18禁
- ジャングルはいつもハレのちグゥ デラックス（デジタルペイント・デジタル撮影、2002年-2003年）

### 劇場映画
- ドラえもんシリーズ
  - ドラミ&ドラえもんズ ロボット学校七不思議!?（彩色、1996年）
  - ザ☆ドラえもんズ 怪盗ドラパン謎の挑戦状!（彩色、1997年）
  - ザ☆ドラえもんズ ドキドキ機関車大爆走!（協力、2000年）
  - ドラミ&ドラえもんズ 宇宙ランド危機イッパツ!（協力、2001年）
  - ザ☆ドラえもんズ ゴール!ゴール!ゴール!!（仕上げ・撮影、2002年）※社名クレジット表記は無し
  - Pa-Pa-Pa ザ☆ムービー パーマン（協力、2003年）
  - ドラえもん のび太とふしぎ風使い（協力、2003年）
  - ドラえもんアニバーサリー25（デジタル彩色、2004年）
  - ドラえもん のび太の恐竜2006（仕上検査・デジタルペイント・コンポジット撮影、2006年）
  - ドラえもん 新・のび太の大魔境 〜ペコと5人の探検隊〜（撮影、2014年）
- クレヨンしんちゃんシリーズ（仕上げ・撮影協力）
- 劇場版ポケットモンスター 幻のポケモン ルギア爆誕（仕上げ、1999年）
- カウボーイビバップ 天国の扉（仕上、2001年）
- パルムの樹（仕上げ協力、2002年）
- 映画 あたしンち（仕上検査・デジタルペイント・デジタルコンポジット、2003年）
- 名探偵コナン 銀翼の奇術師（デジタルコンポジット、2004年）
- テニスの王子様 二人のサムライ The First Game（仕上、2005年）
- 劇場版xxxHOLiC 真夏ノ夜ノ夢（仕上、2005年）
- 河童のクゥと夏休み（仕上・撮影、2007年）
- カラフル（仕上・撮影、2010年）
- 劇場版3D あたしンち 情熱のちょ〜超能力♪ 母大暴走!（セル検査・仕上、2010年）
- パロルのみらい島（仕上げ、2014年）

### webアニメ
- クレヨンしんちゃん外伝 エイリアン vs. しんのすけ（仕上、2016年）
- クレヨンしんちゃん外伝 おもちゃウォーズ（仕上、2016年 - 2017年）
- クレヨンしんちゃん外伝 家族連れ狼（撮影・仕上、2017年）
- クレヨンしんちゃん外伝 お・お・お・のしんのすけ（撮影、2017年）
- あたしンちNEXT（仕上・撮影、2024年）

### その他
- 笑点 オープニングアニメ（2019年～）

### ビデオゲーム
- サクラ大戦  (1996年)

## 所属スタッフ

### 仕上げ
- 玉木千春
- 角智美
- 家政玲奈
- 渡邊絵梨（色指定兼務）
- 山﨑大輔（色指定兼務）
- 鷲見淳兵（色指定兼務）
- 宮川晴奈（色指定兼務）
- 桺澤千佳（色指定兼務）
- 中村真衣
- 井上喜代美
- 松浦友紀
- 吉村恵子
- 土方博子
- 大金紀子
- 坂入かおり→永井かおり
- 田山美月
- 佐藤博美
- 末永恭子
- 竹之内咲子→山口咲子
- 濱田みゆき→山本みゆき

### 撮影
- 河合有紀子（主任）
- 熊井裕士
- 牧野真人
- 長野慎一郎
- 梶原義大
- 阿部涼哉
- 柳澤謙吾
- 井田怜
- 宍戸俊介